# SN 1997dp
SN 1997dp – supernowa typu Ia odkryta 1 listopada 1997 roku w galaktyce NGC 969. W momencie odkrycia miała maksymalną jasność 17,80m.